# 박균택
박균택(朴均澤, 1966년 6월 12일~)은 대한민국의 정치인, 법조인이다. 제22대 국회의원이다. 제47대 광주고등검찰청 검사장을 지냈다.

## 생애
1966년 전라남도 광산군(현 광주광역시 광산구)에서 태어나 송정중학교, 1985년 광주대동고등학교와 1989년 서울대학교 법학과를 졸업하고 제31회 사법시험에서 합격하여 1992년 사법연수원 21기를 수료하고 육군 법무관을 거쳐 1995년 서울지방검찰청 북부지청 검사에 임용되었다.
검찰 내에서 확고한 정치적 성향과 방향성을 드러내며 검찰내 구성원들의 각성을 촉구하는 정치적 역할을 맡아 왔다는 평가를 받은 독실한 기독교 신자로 검찰 내 '신우회' 회원이다.
2004년 민원인으로부터 친절 검찰인으로 추천돼 ‘친절한 검찰인상’을 받았다.
2005년 참여정부에서 사법개혁을 위해 설립된 대통령 자문위원회인 사법제도개혁추진위원회 검찰 측 실무위원으로 파견되었다.
광주지방검찰청 형사3부 부장검사로 있던 2006년 6월 12일에 대검찰청으로부터 야간에 부장과 검사가 주 2차례씩 2개월 초과 사건 처리방향을 논의하는 등 장기 미제사건 예방을 위해 적극 노력한 공로를 인정하여 울산지방검찰청 형사1부(권도욱 부장판사), 서울남부지방검찰청 형사4부(최해종 부장검사)와 함께 우수 형사부로 선정되었다.
서울동부지방검찰청 형사6부 부장검사로 있던 2008년 10월 29일에 노조위원장을 회유·매수한 뒤 상급단체에서 탈퇴시키고 단체협약을 유리하게 바꾸려 한 혐의(노동조합 및 노동관계 조정법 위반)로 K운수대표 윤모(58)씨를 구속했다. 11월 5일에 휴대전화 부품업체인 코스닥 등록사 M사를 인수한 뒤 자기 소유의 다른 회사를 비싼 값에 사들이게 해 139억원의 손해를 입히고 회삿돈 5억7000여만원을 빼돌린 혐의(특경가법상 배임 및 횡령)로 이모(38)씨 등 2명을 구속기소했다.  2006년 부동산 시행사인 ㅇ사가 캄보디아 프놈펜에서 진행한 주상복합아파트 신축사업에 대한토지신탁 등이 투자하도록 노무현 대통령의 정무특보를 지낸 이강철이 압력을 가했는지를 확인하기 위해 최근 김재희(54) 전 대한토지신탁 사장을 불러 조사를 벌였다 수천억원대 개발사업인 안면도 관광지개발 사업자 선정과 관련하여 "심사위원과 입찰 참가 업체가 부적절한 관계에 있었다"는 고발(업무상 배임 혐의)이 접수돼 평가위원 S씨를 불러 A업체가 2차 평가에서 높은 점수를 받은 경위 등을 조사한데 이어 서울과 안면도에 있는 업체 사무실을 압수수색했다.
서울중앙지방검찰청 형사5부 부장검사로 있던 2009년 12월 22일에 생후 사흘된 아기를 150만원을 받고 다른 사람에게 넘긴 혐의로 지난 9월 입건된 류모(28.여)씨와 동거남 이모(22)씨에 대해 "아동복지법상 처벌이 가능하지만 일정한 직업 없이 경제적으로 어려운 상태에서 아기를 낳아 병원비와 양육비로 고민하다 범행한 점을 감안하여 기소하지 않기로 했다."면서 기소유예 처분하면서 신생아를 넘겨받은 백모(34.여)씨와 매매를 도운 중개인 안모(26.여)씨에 대해선 무혐의 처분했다. 박근혜 전 한나라당 대표의 미니홈피에 "육영재단을 강탈했다", "나를 납치하려했다" 등의 글을 40차례에 걸쳐 올린 박근혜 동생 박근영의 남편 신동욱을 소환해 조사하고 "악의적이고 근거 없는 허위사실을 지속적으로 퍼뜨렸으면서도 전혀 반성하지 않는다"면서 구속영장을 청구했으나 서울중앙지방법원 김도형 영장전담판사가 "주거가 일정하고 확보된 자료 내용에 비춰 증거인멸이나 도망의 우려가 있다고 보기 어렵다"며 기각하여불구속기소했다. 2010년 3월 19일에 법당을 운영하는 이모(여)씨한테 "신문사 경비가 필요하니 당신의 신용카드를 빌려 달라. 내가 아파트 2채와 건물을 갖고 있으니 이를 처분해서 갚겠다"고 말해 신용카드를 받은 뒤 9600여만원 어치를 사용하고도 대금을 갚지 않고 비슷한 시기 이씨한테서 같은 명목으로 3800여만원을 송금받아 쓴 뒤 역시 갚지 않은 혐의 신문사 경영인을 사기죄로 불구속기소했다.  2010년 4월 1일에 수도권 매립지 반입이 금지된 폐합성수지 등 폐화합성 고분자화합물 12ｔ을 인천의 한 매립지에 몰래 반입하는 등으로 가연성 폐기물 약 3만6000ｔ의 수도권 불법 매립을 도운 대가로 19억원 상당의 부당이익을 챙긴 폐기물 운반업자 김모(43)씨를 폐기물관리법 위반 혐의로 구속했다. 2010년 4월 16일에 자신이 운영하는 극단 소속 여배우 A(25)씨한테 "너는 복식호흡이 안 되니까 배가 아니라 더 밑에 호흡을 넣어야 한다”면서 청바지를 입고 있던 A씨의 은밀한 신체 부위를 만지는 등 3차례에 걸쳐 A씨를 성추행한 서울 대학로의 극단 대표 김모(37)씨를 성폭력범죄의 처벌 및 피해자보호 등에 관한 법률 위반 혐의로 구속기소했다. 2010년 6월 8일에 서울 성북구 정릉천 하천 정비공사 현장에서 "공사로 자연경관이 훼손되고 있다"며 주차돼 있던 굴착기에 돌을 던져 운전석 유리 등을 파손, 660여만원의 재산피해를 내고 이에 항의하는 공사장 인부 허모(58)씨를 둔기로 내리쳐 전치 2주의 상처를 입힌 모 방송국 PD 이모(51)씨를 불구속 기소했다. 2010년 7월 13일에 "음주 후 뺑소니 사고를 냈다"는 의혹을 받았으나  "사고를 낸 뒤 순찰차가 쫓아와 당황해 도주를 한 것이지 음주운전을 하지 않았다"고 하면서 혐의를 부인했던 권상우에 대해 경찰차 등을 받고 달아난 도로교통법 위반(사고 미조치) 혐의로 500만원에 약식기소했다. 이에 서울중앙지방법원 형사18단독 김세종 판사 "벌금 700만원을 납부하라"는 약식명령을 했다. 2010년 7월 27일에 6·2지방선거 운동 기간 전 인터넷 포털사이트 토론방에  "한명숙 지지율, 서울시민 이미 결정하고 있다"는 글을 통해 "한명숙 전 총리에 대한 지지는 사실상 현 정권의 심판을 의미한다"는 취지의 글을 게시하는 등 14차례에 걸쳐 서울특별시장 후보였던 한명숙 전 국무총리를 지지하는 글을 올린 S사 고문 길모씨(53)를 공직선거법 위반 혐의로 불구속 기소했다. 2010년 7월 28일에 허용기준치를 최대 40배나 초과한 독성물질을 대기에 배출한 혐의(대기환경보전법 위반 등)로 제지업체 등 4개사를 적발하여 업체 관계자 10명을 불구속 기소했다. 2010년 7월 29일에 MBC 아카데미 음악연극원에서 강의를 듣던 중 알게 된 방송국 PD A씨에게 "드라마에 출연시켜달라"며 문자메시지를 482차례 보냈다가  "문자메시지나 전화를 하지 않겠다"는 내용의 각서를 써주고 고소를 취하시켰지만,  또 다시 A씨에게 "다 죽여버리겠다"며 협박하고, A씨 아파트 앞에서 "A씨에게 성폭행당했다"고 소리쳐 정보통신망 이용촉진 및 정보보호 등에 관한 법률 위반 혐의로 약식기소했다.
박근혜 정부가 출범한 직후인 수원지방검찰청 2차장검사로 있던 2013년 4월에 공안통이었던 이진한과 경쟁한 끝에 서울중앙지방검찰청의 주요 보직을 놓쳤다.
대전지방검찰청 차장검사로 있으면서 현직 대전광역시장이었던 권선택에 대해 "포럼을 빙자한 유사선거조직을 만들어 1억5000여 만원의 정치자금을 수수하고 사전선거운동"을 한 혐의로 김종학 대전시 경제협력특별보좌관(51) 등 포럼 관계자 5명과 함께 공직선거법 및 정치자금법 위반 혐의로 기소하였다. 제6회 전국동시지방선거에서 당선된 광역단체장 중 본인과 선거 회계책임자가 동시에 기소된 것은 유일하다. 권선택에 대한 검찰 수사를 야당 탄압으로 규정한 새정치민주연합은 대전시당 대변인 명의의 성명을 통해 "검찰이 권선택 대전광역시장을 표적으로 정해놓고 수사과정을 짜 맞추면서 대한민국 정치인 대부분이 관여하고 있는 포럼을 의도적으로 문제 삼고 사전 선거운동 혐의를 덧씌웠다"며 "의도성을 가진 불법 수사의 결정판이자 야당 소속 단체장을 겨냥한 표적수사의 대표적인 사례에 대해 법원이 현명한 판단을 할 것으로 기대한다"고 하자 박균택 대전지검 차장검사는 "정치인의 포럼 활동을 유사선거조직으로 볼 수 있는지 여부는 선거운동의 목적성 여부에 달려 있다"며 "권선택 대전광역시장 등이 사전 공모해 선거조직으로 포럼을 만들고 모든 활동을 사전 계획에 따라 진행했으며, 출판기념회까지도 그런 활동의 일환으로 순차적으로 이뤄졌다는 충분한 증거를 확보했다”고 말했다. 검찰의 의지대로  대법원에서 징역 6개월 집행유예 2년이 확정되었다.
돈봉투 만찬 사건으로 물러난 안태근 법무부 검찰국장 후임으로 2017년 5월부터 검찰국장을 맡았던 박균택은 2006년 윤성우 전 법무부 검찰국장에 이어 11년 만의 호남 출신으로 임명되었다. 이와 관련하여  검찰 내부에서 "출범 초 검찰 수뇌부 물갈이를 위해 2017년 5월 대통령 선거 직후 돈 봉투 만찬 사건으로 옷을 벗었던 이영렬 전 서울중앙지검장과 안태근 전 법무부 검찰국장읗 희생양으로 삼았다"는 비판의 목소리가 나왔다.
2018년 6월 22일에 제47대 광주고등검찰청 검사장에 임명된 박균택은 취임식에서 "검찰의 제1 사명은 인권보호라고 생각한다"며 "수사 지휘 및 일반사건 처리 과정에서 수사의 적법성을 점검하고 한 건 한 건 정성스럽게 살핌으로써 국민의 인권을 지키고 당사자의 억울함을 없게 하는 일이 기본적인 책무다"고 설명하면서 "저는 검찰이 특별수사에 너무 치중하는 바람에 사법 기관, 인권옹호 기관이라는 인식 대신 수사 기관, 무소불위 기관으로 인식되는 상황을 안타깝게 생각한다"며 "인지 건수, 구속 건수 많은 것을 자랑으로 여기는 생각도 바뀌어야 한다"고 말했다.
2018년 10월 15일에 모교인 송정중학교에서 자랑스러운 동문과의 대화라는 초청 특강을 하면서 후배들에게 현재 시기의 중요성을 인식하고, 꿈을 크게 가지며, 공부를 할 때 꾸준히 참고 노력하는 자세를 가질 것을 권유하면서 "바른 심성을 갖기 위해 노력하고 환경 탓을 하지 말고 역경을 이겨내라"며 격려했다.

## 학력
- 하남국민학교 졸업
- 송정중학교 졸업
- 광주대동고등학교 졸업
- 서울대학교 법과대학 법학 학사

## 경력
- 1989년 제31회 사법시험 합격
- ~1992년 제21기 사법연수원 수료
- 1995년 서울북부지방검찰청 북부지청 검사
- 1997년 춘천지방검찰청 강릉지청 검사
- 1998년 광주지방검찰청 검사
- 2000년 법무부 검찰1과 검사
- 2002년 서울지방검찰청 검사
- 2004년 대전고등검찰청 검사
- 2005년 서울남부지방검찰청 부부장검사(사법제도개혁추진위원회 파견)
- 2006년 광주지방검찰청 형사3부장검사
- 2007년 법무부 형사법제과장
- 2008년 서울동부지방검찰청 형사6부장검사
- 2009년 대검찰청 형사1과장
- 2009년 8월 서울중앙지방검찰청 형사5부장검사
- 2010년 8월~2011년 9월 제49대 대전지방검찰청 서산지청장
- 2011년 9월 서울고등검찰청 검사(법무부 정책기획단장)
- 2012년 7월 수원지방검찰청 2차장검사
- 2013년 4월 서울남부지방검찰청 차장검사
- 2014년 1월~2015년 2월 10일 대전지방검찰청 차장검사
- 2015년 2월 11일~2015년 12월 23일 광주고등검찰청 차장검사
- 2015년 12월 24일~2017년 5월 대검찰청 형사부장
- 2017년 5월 19일~2018년 6월 21일 법무부 검찰국장
- 2018년 6월 22일~2019년 7월 30일 제47대 광주고등검찰청 검사장
- 2019년 7월 31일~2020년 1월 8일 제44대 법무연수원 원장
- 박균택법률사무소 변호사
- 2021년 10월~2022년 12월 지속가능발전위원회 위원
- 2021년 11월 주식백지신탁심사위원회 위원장
- 2022년 2월 법무부 정책위원
- 2022년~ 더불어민주당 입당
- 2022년 7월~ 더불어민주당 정치보복수사대책위원회 부위원장
- 더불어민주당 윤석열정권 정치탄압대책위원회 부위원장
- 더불어민주당 이재명 대표 법률특보
- 2022년 10월~ 법무법인 광산 대표변호사
- 2024년 4월~2025년 8월: 더불어민주당 법률위원회 위원장
- 2024년 4월 10일 대한민국 제22대 국회의원 선거 당선(광주 광산구 갑, 더불어민주당, 초선)
- 2024년 5월~: 더불어민주당 광주광역시당 광산구 갑 지역위원회 위원장
- 2025년 6월~2025년 8월: 국정기획위원회 정치행정분과 위원
- 2025년 8월~: 더불어민주당 윤리감찰단 단장

### 의정 활동
- 2024년 5월 30일~: 제22대 국회의원(광주 광산구 갑, 더불어민주당, 초선)
  - 2024년 6월~: 제22대 국회 전반기 법제사법위원회 위원
  - 2025년 6월~2025년 7월: 제22대 국회 국무총리(김민석) 임명동의에 관한 인사청문 특별위원회 위원

## 역대 선거 결과
| 실시년도 | 선거   | 대수 | 직책     | 선거구         | 정당         | 득표수   | 득표율          | 순위 | 당락 | 비고 |
| -------- | ------ | ---- | -------- | -------------- | ------------ | -------- | --------------- | ---- | ---- | ---- |
| 2024년   | 총선   | 22대 | 국회의원 | 광주 광산구 갑 | 더불어민주당 | 74,102표 | \| \| 81.70% \| | 1위  |      | 초선 |
|          | 81.70% |      |          |                |              |          |                 |      |      |      |

## 소속 정당
| 소속 정당 | 소속 정당    | 소속 기간 | 비고      |
| --------- | ------------ | --------- | --------- |
|           | 더불어민주당 | 2022~현재 | 정계 입문 |

## 같이 보기
- 광산구 갑
- 광주 광산구의 국회의원
- 법무연수원장